# Союз спасения (фильм)
«Сою́з спасе́ния» — российский историко-драматический художественный фильм 2019 года режиссёра Андрея Кравчука, повествующий о восстании декабристов 1825 года в столице Российской империи Санкт-Петербурге.
Премьера фильма состоялась 18 декабря 2019 года в московском кинотеатре «Октябрь». В широкий российский прокат кинолента вышла 26 декабря 2019 года. По итогам первых выходных проката фильм занял второе место в общем зачёте, собрав 126,8 миллионов рублей. По информации государственной некоммерческой организации «Фонд кино», бюджет картины оценивается в 980 миллионов рублей, из них «Фонд кино» выделил безвозвратных 400 миллионов рублей и возвратных 100 миллионов рублей.
28 сентября 2022 года вышла расширенная 8-серийная версия фильма в виде телесериала в онлайн-кинотеатре KION, а позже — на Первом канале.

## Сюжет
1808 год. Частный воспитательный пансион в Париже. Император Франции Наполеон, посещая пансион, приказывает показать ему самого талантливого ученика. Им оказывается сын российского дипломата в Париже, подданный Российской империи Сергей Муравьёв-Апостол.
1814 год. Во время высочайшего смотра в связи с победой над наполеоновской Францией поручик лейб-гвардии Семёновского полка Муравьёв-Апостол предлагает государю выпить шампанского в честь победы, но тот проезжает мимо, тем не менее отвергнув предложение арестовать дерзкого офицера.
1820 год. Сергей Муравьёв-Апостол во время посещения театрального представления знакомится с дочерью графини Бельской Анной. Муравьёв признаётся ей в любви. В это время солдаты Семёновского полка поднимают бунт, требуя наказать командира полка Шварца. Офицеры полка Муравьёв-Апостол и Бестужев-Рюмин уговаривают солдат пойти к государю. Однако Александр I под влиянием брата Николая расформировывает полк, увольняет офицеров из гвардии и переводит их во 2-ю армию в Малороссии, солдат рассылают по разным армейским частям и гарнизонам. Поручик Муравьёв-Апостол вместе с полковником Пестелем уезжает из Санкт-Петербурга в Черниговский пехотный полк в Киевскую губернию. Офицеры целый год готовят убийство царя (во время посещения им смотра) и последующий поход на Петербург. Чтобы замести следы перед проверками, Пестель под дулом пистолета заставляет заупрямившегося капитана Майбороду написать расписку о том, что он позаимствовал недостающую сумму из полковой казны. Майборода отправляет письмо Александру I, где рассказывает о заговоре. Император, сам стремящийся к реформам, решает оставить всё без внимания: смотр отменяют, заговорщики отделываются негласным предупреждением.
1825 год. Александр I неожиданно умирает в Таганроге. Николай согласно завещанию готовится принять власть, но петербургский генерал-губернатор Милорадович поднимает верные ему части и приносит присягу Константину. Возникает междуцарствие. Николай находит письмо Майбороды и, опираясь на угрозу заговора и вести от старшего брата, собирается принять власть. К Рылееву является граф Мордвинов и сообщает, что назавтра назначена присяга Николаю. Заговорщики решают перейти к действиям: объявить Николая самозванцем, поднять гвардию, привести Сенат к присяге Константину.
В Черниговский полк приезжает генерал Юшневский и сообщает Пестелю, что власти на основании доноса Майбороды вызвали Пестеля в Тульчин для ареста. Пестель, убеждённый, что Россия оценит его подвиг, решает подчиниться. Муравьёв сообщает об этом Бестужеву. Заговорщики пытаются арестовать командира полка Гебеля, но тот сопротивляется и офицеры закалывают его. Они ведут полк на Петербург.
Утро 14 декабря. Московский пехотный полк во главе с Оболенским, Пановым, Бестужевым и Петром Каховским выходят на Сенатскую площадь и собираются идти на Сенат (не зная, что Сенат уже присягнул Николаю). Николай приказывает Милорадовичу навести порядок. Солдаты готовы подчиниться приказу Милорадовича идти в казармы, но Каховский стреляет генералу в спину, а Оболенский пронзает его штыком. К восставшим присоединяются Гвардейский флотский экипаж и лейб-гренадеры. Николай посылает в бой конногвардейцев Орлова, но восставшие опрокидывают их залпами. Диктатор князь Трубецкой отказывается присоединиться к мятежникам. К Николаю подходят другие полки.
14 декабря. 16:10. Николай I приказывает обстрелять восставших из пушек. Картечь сметает многих солдат, оставшиеся бегут на лёд Невы. Офицеры-заговорщики не могут их остановить. На Неве офицеры строят выживших, собираясь вести их на Петропавловскую крепость и Арсенал. По приказу Николая I артиллерия продолжает обстрел, ядра разбивают лёд, восставшие гибнут под огнём или проваливаются в воду.
Январь 1826 года. Черниговский полк идёт строем по Ржевской дороге и встречает правительственные войска. Муравьёв проводит черту, сказав, что если войска перейдут её, начнётся война. Он забирает знамя и идёт на переговоры. Майор Баранов, некогда разжалованный в солдаты, приказывает солдатам строиться. Офицеры пытаются отговорить майора, но Баранов убеждает их со словами «А вы хотите, чтобы его просто убили?». Солдаты переходят черту, пушки правительственных сил встречают их убийственными залпами. Ахтырские гусары скачут в атаку.
1826 год, 13 июля. Верховный уголовный суд по делу декабристов по окончании судебного процесса приговаривает пятерых предводителей восстания (Павел Пестель, Кондратий Рылеев, Сергей Муравьёв-Апостол, Михаил Бестужев-Рюмин и Пётр Каховский) к смертной казни через повешение. С виселицы срываются Рылеев, Муравьёв-Апостол и Каховский. Сорвавшемуся с виселицы Сергею Муравьёву-Апостолу мерещится новая встреча с Александром I, где на этот раз российский император соглашается выпить шампанского со своими гвардейцами.

## В ролях
| Актёр                | Роль                                                        |
| -------------------- | ----------------------------------------------------------- |
| Леонид Бичевин       | подполковник Сергей Муравьёв-Апостол                        |
| Иван Колесников      | император Николай I                                         |
| Максим Матвеев       | полковник гвардии, князь Сергей Трубецкой                   |
| Антон Шагин          | подпоручик в отставке Кондратий Рылеев                      |
| Павел Прилучный      | полковник Павел Пестель                                     |
| Иван Янковский       | подпоручик Михаил Бестужев-Рюмин                            |
| Сергей Агафонов      | поручик в отставке Пётр Каховский                           |
| Игорь Петренко       | разжалованный майор Сергей Баранов                          |
| Виталий Кищенко      | император Александр I                                       |
| Александр Домогаров  | генерал-губернатор Санкт-Петербурга граф Михаил Милорадович |
| Алексей Гуськов      | генерал от инфантерии, князь Алексей Щербатов               |
| Сергей Колтаков      | граф Николай Мордвинов                                      |
| Александр Устюгов    | генерал-адъютант Алексей Орлов                              |
| Владислав Ветров     | подполковник Густав Гебель                                  |
| Александр Лазарев    | генерал-лейтенант Александр Бенкендорф                      |
| Ингеборга Дапкунайте | княгиня Бельская                                            |
| Софья Эрнст          | Анна Бельская                                               |
| Артём Ткаченко       | жандармский полковник Алексей Амфельт                       |
| Сергей Перегудов     | полковник Артамон Муравьёв                                  |
| Ефим Петрунин        | поручик Иван Сухинов                                        |
| Павел Баршак         | штабс-капитан, барон Вениамин Соловьёв                      |
| Кирилл Кузнецов      | поручик Михаил Щепилло                                      |
| Антон Феоктистов     | поручик Анастасий Кузьмин                                   |
| Андрей Мартынов      | прапорщик Ипполит Муравьёв-Апостол                          |
| Дмитрий Лысенков     | поручик, князь Евгений Оболенский                           |

| Актёр              | Роль                                                    |
| ------------------ | ------------------------------------------------------- |
| Александр Строев   | генерал-майор, барон Пётр Фредерикс                     |
| Михаил Елисеев     | генерал-интендант Алексей Юшневский                     |
| Александр Ратников | майор Чистов                                            |
| Павел Ворожцов     | капитан Аркадий Майборода                               |
| Сергей Власов      | генерал-адъютант Иван Дибич                             |
| Юрий Батурин       | генерал-адъютант Александр Чернышёв                     |
| Дмитрий Паламарчук | полковник Василий Микулин                               |
| Кирилл Зайцев      | штабс-капитан Михаил Бестужев                           |
| Юрий Борисов       | лейтенант Антон Арбузов                                 |
| Александр Метёлкин | поручик Николай Панов                                   |
| Антон Момот        | штабс-капитан, князь Дмитрий Щепин-Ростовский           |
| Максим Блинов      | прапорщик Илья Бакунин                                  |
| Петар Зекавица     | полковник Фёдор Шварц                                   |
| Сергей Уманов      | Евсей денщик Муравьёва-Апостола                         |
| Ростислав Бершауэр | жандарм Лернер                                          |
| Владислав Резник   | генерал Павел Голенищев-Кутузов                         |
| Елена Лотова       | жена Николая I Александра Фёдоровна                     |
| Клим Бердинский    | Александр II в детстве                                  |
| Лариса Малеванная  | фрейлина Екатерина Нелидова                             |
| Алексей Потёмкин   | флигель-адъютант Карл Мердер                            |
| Варвара Гусинская  | Наталия Рылеева                                         |
| Марта Тимофеева    | Настя дочь Кондратия Рылеева                            |
| Марина Коняшкина   | княгиня Екатерина Трубецкая                             |
| Мартиньш Калита    | адъютант графа Милорадовича Глинка (Александр Башуцкий) |
| Сергей Жарков      | рядовой лейб-гвардии Бойченко (заговорщик Михаил Орлов) |

## Съёмки
Съёмки начались в Москве в начале 2018 года. Фильм снимался в Санкт-Петербурге, Белгородской области, Пензенской области и в Гатчине. Историческим консультантом фильма выступила доктор исторических наук Оксана Киянская.

## Маркетинг
Премьера первого трейлера состоялась 14 декабря 2018 года.

## Отзывы и оценки
Фильм получил смешанные, неоднозначные оценки в российской прессе, от одобрительных в таких изданиях как Комсомольская правда и Аргументы и факты до разгромных в изданиях Афиша и Time Out. Почти все рецензенты отмечали высокое качество визуальной стороны фильма, но при этом многие критиковали навязывание консервативной точки зрения на исторические события и недостаточное раскрытие персонажей.
Антон Долин в издании «Meduza» провёл параллели между сюжетом фильма и репрессиями инакомыслящих в современной России, заявив, что «Союз спасения», хотят того его авторы или нет, звучит как одобрение политики государственного террора по отношению к несогласным". Впоследствии журналу «Искусство кино», которое тогда возглавлял Долин, было отказано в финансировании. Долин связал это именно с «местью» за его негативный отзыв на «Союз спасения».
Кинокритик Егор Москвитин в интервью радиостанции «Коммерсантъ FM» отметил: 

С одной стороны, можно действительно воспринимать это кино как комплиментарное по отношению к молодым людям, идеалистам, готовым отдать свою жизнь за отечество. А с другой стороны, можно трактовать этот фильм как историю о том, что любые потрясения ведут к ещё большим трагедиям. Порыв декабристов был скорее прекраснодушным, чем осмысленным.
В свою очередь обозреватель сетевого издания «Канобу» Ангелина Гура указала: 

Персонажей много и раскрыты они ровно настолько, насколько позволяет двухчасовой фильм об одном из известнейших событий прошлого. Поэтому «Союз спасения» можно отнести к категории только исторических фильмов, без какой-либо жизни внутри.
По мнению заведующего кафедрой истории Санкт-Петербургского горного университета С. Н. Рудника, фильм, хотя и содержит ряд искажений исторических фактов (например, диалог между Николаем I и С. Трубецким), не следует критиковать, потому что является художественным, а никак не документальным кино, к тому же невозможно в рамках одной картины воспроизвести все нюансы развития движения декабристов.
Профессор Санкт-Петербургской духовной академии протоиерей Георгий Митрофанов назвал фильм «очевидной творческой неудачей»: «Многочисленные художественные недостатки фильма „Союз спасения“, притом что Андрей Кравчук является высокопрофессиональным режиссёром, связаны с общим понижением уровня художественных требований, а главным образом — с присутствием в фильме нарочитого идеологического заказа».
Блогер BadComedian раскритиковал картину за несвязное повествование, огромное количество флешбеков, мешающих воспринимать фильм как цельное произведение, серьёзное искажение исторических фактов, кинематографические огрехи, а также пропагандистскую составляющую.
Группа музыкальных деятелей, объединившихся в «Сообщество российских кинокомпозиторов», после объявления о номинации фильма на премию «Золотой Орёл — 2021» в категории «Лучшая музыка» (Дмитрий Емельянов) обратились с открытым письмом к Президенту Национальной Академии кинематографических искусств и наук России В. Н. Наумову с просьбой отменить это выдвижение в связи с тем, что музыка не является полностью оригинальной и была записана не живым оркестром, а виртуальным. Позже на сайте премии «Золотой орёл» было опубликовано ответное письмо продюсера фильма Анатолия Максимова, опровергающее обвинения в плагиате.
Картина осталась в числе номинантов, но премию за музыку получил другой фильм. «Союз спасения», в свою очередь, получил семь наград: за лучшую мужскую роль второго плана (Александр Домогаров), операторскую работу, визуальные эффекты, костюмы, грим, работу звукооператора и художника-постановщика.

## Телесериал
Восьмисерийный сериал должен был выйти на телеэкраны в 2022 году. В него включено более 2 часов материала, не вошедшего в сам фильм, а также новые сцены, отснятые с другими актёрами (например, Сергей Безруков и Максим Аверин). Однако из политических соображений выход сериала был отложен временно. Общественное недовольство заставило компанию KION вернуть сериал в эфир.

### Рецензии
- Волуйская М. О чём фильм «Союз спасения»? // Аргументы и факты — федеральный выпуск, 18.05.2018
- Галицкая О. «Союз спасения» никого не спасёт // Независимая газета, 22.12.2019
- Гладильщикова А. «Союз спасения»: зачем россиянам показали новый образ декабристов // Профиль, 27.12.2019
- Гура А. Исторический блокбастер «Союз спасения» от создателей «Викинга» — лучше, чем мы думали // Канобу. — 27.12.2019.
- Долин А. В. «Союз спасения» — монархический блокбастер о восстании декабристов, который осуждает и не жалеет бунтующих интеллигентов. // Meduza, 24.12.2019
- Жуков К. А. Союз спасения // oper.ru, 28.12.2019
- Забалуев Я. Каким получился фильм «Союз спасения» // РБК Стиль, 27.12.2019
- Зельвенский С. И. «Союз спасения»: масштабный, но удивительно непримечательный фильм про декабристов // Афиша Daily, 27.12.2019
- Киценюк К. «Союз спасения»: Рецензия Киноафиши // Киноафиша, 27.12.2019
- Малюкова Л. Л. Наглядное пособие о вреде революций // Новая газета. — 27.12.2019.
- Чувиляев И. «Союз спасения»: Почему декабристы из фильма Эрнста не разбудили бы Герцена // Фонтанка.ру, 24.12.2019
- Шуравин В. Хотите как на Сенатской? // Film.ru / Empire, 26.12.2019